# Калнарая, Инара
Инара Ка́лнарая (латыш. Ināra Kalnarāja; 17 декабря 1945 года) — советская и латвийская актриса.

## Биография
Инара Калнарая родилась 17 декабря 1945 года в небольшом городе Гробиня на западе Латвии, в рабочей семье.
Окончила Гробиньскую среднюю школу (1964) и актёрскую студию Лиепайского театра (1971).
С 1968 года актриса Лиепайского театра. Дебютировала в роли Бэт в инсценировке романа Марка Твена «Принц и нищий». Со временем стала одной из ведущих актрис театра.
Была одним из основателей и бессменным руководителем Лиепайского артистического фольклорного ансамбля «Атштаукас».
Снималась в небольших и эпизодических ролях в фильмах режиссёров Рижской киностудии.
Замужем за актёром Лиепайского театра Айваром Калнарайсом.

## Творчество

### Роли в театре

#### Лиепайский театр
- 1968 — «Принц и нищий» по роману Марка Твена — Бэт
- 1974 — «Кукольный дом» Генрика Ибсена — Нора
- 1975 — «Злой дух» Рудольфа Блауманиса — Анна
- 1975 — «Шесть старых дев и один мужчина» Отара Иоселиани — Нинели
- 1978 — «Геда Габлер» Генрика Ибсена — Геда Габлер
- 1979 — «Ночная серенада» М. Ленгиела — Марча
- 1979 — «Дикие люди» Екаба Яншевского — Парудене
- 1980 — «Зимняя сказка» Уильяма Шекспира — Паулина
- 1982 — «Шесть маленьких барабанщиков» Адольфа Алунана — Анна
- 1984 — «Виндзорские насмешницы» Уильяма Шекспира — Госпожа
- 1986 — «Родина» Якоба Яншевского — Петерене
- 1987 — «Земля зелёная» Андрея Упита — Лизбет
- 1990 — «Кьоджинские перепалки» Карло Гольдони — Мадонна Паскуа
- 1996 — «Лилиом» Ференца Мольнара — Мушка
- 2000 — «Вихрь женитьбы» Якоба Яншевского — Силениеце
- 2005 — «Хрустальная туфелька» Т. Габе — Придворная дама

### Фильмография
- 1980 — Пожелай мне нелётной погоды — Берзиня
- 1993 — Рождественский переполох — Скарайне
- 1998 — Туфля